# Доттернгаузен
Доттернгаузен (нім. Dotternhausen) — громада в Німеччині, знаходиться в землі Баден-Вюртемберг. Підпорядковується адміністративному округу Тюбінген. Входить до складу району Цоллернальб.
Площа — 10,00 км2. Населення становить 1844 ос. (станом на 31 грудня 2020).